# Иран на Светском првенству у атлетици на отвореном 2011.
Иран је учествовао на 13. Светском првенству у атлетици на отвореном 2011. одржаном у Тегу од 27. августа до 4. септембра десети пут.Репрезентацију Ирана представљало је 7 такмичара (6 мушкараца и 1 жена) који су се такмичили у 6 дисциплина (5 мушких и 1 женска).,
На овом првенству Иран је освојио једну медаљу, бронзану. У табели успешности (према броју и пласману такмичара који су учествовали у финалним такмичењима (првих 8 такмичара) Иран је са 1 учесником у финалу делио 48. место са 6 бодова.
| Плас. | Земља | 1. место | 2. место | 3. место | 4. место | 5. место | 6. место | 7. место | 8. место | Бр. финал. | Бод. |
| ----- | ----- | -------- | -------- | -------- | -------- | -------- | -------- | -------- | -------- | ---------- | ---- |
| =48.  | Иран  | 0        | 0        | 1        | 0        | 0        | 0        | 0        | 0        | 1          | 6    |

## Учесници
| Мушкарци: - Саџад Моради — 800 м - Амин Никфар — Бацање кугле - Ехсан Хадади — Бацање диска - Мухамед Самими — Бацање диска - Кавех Мусави — Бацање кладива - Хади Сеперзад — Десетобој | Жене: - Марјам Туси — 200 м |  |

## Резултати

### Мушкарци
| Атлетичар      | Дисциплина     | Лични рекорд | Квалификације | Квалификације | Полуфинале            | Полуфинале   | Финале                | Финале       | Детаљи |
| Атлетичар      | Дисциплина     | Лични рекорд | Резултат      | Место         | Резултат              | Место        | Резултат              | Место        | Детаљи |
| -------------- | -------------- | ------------ | ------------- | ------------- | --------------------- | ------------ | --------------------- | ------------ | ------ |
| Саџад Моради   | 800 м          | 1:44,74      | 1:46,39 кв    | 4. у гр. 5    | 1:46,17 ЛРС           | 7. у гр. 1   | Нису се квалификовали | 14 / 43 (44) |        |
| Амин Никфар    | Бацање кугле   | 20,05        | 19,18         | 12. у гр. Б   |                       |              | Нису се квалификовали | 24 / 27      |        |
| Ехсан Хадади   | Бацање диска   | 69,32        | 65,21 кв      | 1. у гр. А    | 66,08 ЛРС             |              |                       |              |        |
| Мухамед Самими | Бацање диска   | 65,41        | 61,10         | 11. у гр. Б   | Нису се квалификовали | 22 / 30 (33) |                       |              |        |
| Кавех Мусави   | Бацање кладива | 75,26        | 68,01         | 18. у гр. А   | Нису се квалификовали | 31 / 35      |                       |              |        |

#### Десетобој
| Дисциплина    | Хади Сеперзад | Хади Сеперзад | Хади Сеперзад | Хади Сеперзад | Хади Сеперзад | Хади Сеперзад |
| Дисциплина    | Лич. рек.     | Резултат      | Бод.          | Плас.         | Укупно        | Плас.         |
| ------------- | ------------- | ------------- | ------------- | ------------- | ------------- | ------------- |
| 100 м         | 10,84         | 11,19 ЛРС     | 819           | 22.           | 819           | 22.           |
| Скок удаљ     | 6,97          | 6,65 ЛРС      | 732           | 28.           | 1.551         | 28.           |
| Бацање кугле  | 16,37         | 15,65         | 830           | 6.            | 2.381         | 26.           |
| Скок увис     | 1,93          | 1,90 ЛР       | 714           | 27.           | 3.095         | 26.           |
| 400 м         | 49,38         | 50,92 ЛРС     | 773           | 23.           | 3.868         | 26.           |
| 110 м препоне | 14,55         | 14,95         | 856           | 25.           | 4.724         | 26.           |
| Бацање диска  | 53,18         | 50,06         | 872           | 2.            | 5.596         | 22.           |
| Скок мотком   | 4,30          | БП            | 0             | 0             | 5.596         | 24.           |
| Бацање копља  | 55,73         | НС            |               |               |               |               |
| 1.500 м       | 4:58,34       | НС            |               |               |               |               |
| Седмобој      | 7.506         |               |               |               |               | НЗ            |

### Жене
| Атлетичарка | Дисциплина | Лични рекорд | Квалификације | Квалификације | Полуфинале            | Полуфинале            | Финале                | Финале       | Детаљи |
| Атлетичарка | Дисциплина | Лични рекорд | Резултат      | Место         | Резултат              | Место                 | Резултат              | Место        | Детаљи |
| ----------- | ---------- | ------------ | ------------- | ------------- | --------------------- | --------------------- | --------------------- | ------------ | ------ |
| Марјам Туси | 200 м      | 23,64        | 24,17         | 7. у гр. 5    | Није се квалификовала | Није се квалификовала | Није се квалификовала | 33 / 38 (40) |        |